# Future for Religious Heritage
Pour les articles homonymes, voir FRH.
 (mai 2019).
Future for Religious Heritage (FRH) est une Association sans but lucratif du patrimoine non-confessionnelle qui compte des membres dans toute l'Europe. 
FRH est membre de l'European Heritage Alliance 3.3, une plate-forme européenne de défense du patrimoine.

## Objectif
Lancé en 2009 en tant que mouvement local par des professionnels du secteur culturel, Future for Religious Heritage a vu le jour en 2011 en tant que réseau d’échelle européenne destiné à la protection du patrimoine religieux. FRH veut souligner la prééminence du patrimoine religieux dans le patrimoine culturel de l’Europe et encourager l’Union Européenne à développer une politique positive pour son soutien.  

## Membres
Parmi ses membres figurent des fondations comme la Fondation pour la Sauvegarde de l'Art Français, l'Observatoire du patrimoine religieux, ainsi que des universités, des gouvernements et des diocèses. 

## Activités
FRH promeut la défense du patrimoine religieux auprès des institutions européennes, tout en travaillant avec ses membres au développement de projets transfrontaliers.
Ces projets visent à exploiter pleinement le potentiel de ce patrimoine sous ses différents aspects :
- Valeur culturelle : Les édifices sacrés, leur contenu et leur histoire constituent la plus grande partie du patrimoine historique européen.
- Potentiel social : Les édifices religieux unissent les communautés entre elles par le biais d'activités de culte ou non cultuelles. Ce sont souvent les seuls bâtiments publics restant.
- Potentiel économique : Les lieux de culte sont des lieux touristiques. Les bâtiments religieux représentent cinq des dix sites les plus visités en Europe et apportent ainsi une contribution majeure aux économies nationales.
- Potentiel environnemental : Leur présence physique marque le paysage urbain et rural.